# Élections législatives de 1970 en république démocratique du Congo
Les élections législatives de 1970 en république démocratique du Congo se déroulent le 15 novembre 1970, quinze jours après l'élection présidentielle afin de pourvoir les 420 sièges de l'Assemblée nationale de la république démocratique du Congo. Seul parti en lice, le Mouvement populaire de la Révolution du président Joseph Mobutu voit ses candidats approuvés par plébiscite avec plus de 99 % des voix.

## Contexte
Ces élections, non libres, font suite à la prise de pouvoir de Joseph Mobutu par un coup d'État] cinq ans plus tôt. Après plusieurs années de dictature militaire, celui-ci promulgue en 1970 une nouvelle constitution approuvée par référendum en juin 1967, puis se faire élire président le 1er novembre 1970 lors d'une présidentielle où il recueille officiellement « 100,3 % » du total des inscrits. La nouvelle constitution, dite de la seconde république, lui permet de gouverner par décrets. Le droit de vote, qui s’acquiert à 18 ans, est pour la première fois étendu aux femmes, tandis qu'un maximum de deux partis politiques est théoriquement autorisé, dont le Mouvement populaire de la Révolution fondé par Mobutu le 20 mai 1967,.

## Mode de scrutin
Le parlement de la RDC est pour la première fois unicaméral. Les 420 députés de l'Assemblée nationale sont élus pour cinq ans au scrutin de liste dans 35 circonscriptions plurinominales, à raison d'un député par tranche de 50 000 habitants, plus un député supplémentaire pour une éventuelle tranche restante de 25 000 habitants,.
Le mandat de député est incompatible avec les mandats ou fonctions de président de la République, conseiller à la Cour constitutionnelle ou à la Cour des comptes, magistrat, gouverneur de province, commissaire provincial, gouverneur urbain, commissaire urbain, agent des administrations publiques, ainsi qu'avec le mandat de membre nommé d'une collectivité locale et tout autre mandat public électif.  
Seuls peuvent se porter candidats les membres du Mouvement populaire de la Révolution âgés d'au moins 25 ans. Ils sont sélectionnés lors d'un congrès du parti le 19 septembre 1970 parmi 2500 postulants. Dans chaque circonscription, les listes comportent un tiers de candidats de plus que de sièges à pourvoir. Ces candidats supplémentaires, dits « viennent ensuite » n'ont pas vocation à participer à une sélection lors du scrutin, les électeurs n'ayant pas de possibilité de vote préférentiel, mais simplement à remplacer un candidat élu en cas de vacance en cours de législature. Un décret fixe néanmoins le début d'une campagne électorale au 1er octobre.

### Mise en œuvre
Le vote n'est ni libre ni secret. Les électeurs n'ont en effet le choix qu'entre un vote en faveur de l'ensemble de la liste du MPR dans leurs circonscriptions ou un vote contre. Ils doivent pour cela prendre un bulletin « pour » de couleur verte ou un bulletin « contre » de couleur rouge dans des piles à la vue de tous, puis le glisser dans l'urne. Au cas où la liste ne recueillerait pas une majorité des voix, il est mis en place un nouveau tour de scrutin,.

## Résultats
Sur les 420 candidats élus, 408 sont des hommes et 12 des femmes.
|                           | Pour le MPR               | 9 691 132  | 99,26 | 420 | Nv  |  |  |  |  |
|                           | Contre le MPR             | 72 378     | 0,74  | -   | -   |  |  |  |  |
|                           |                           |            |       |     |     |  |  |  |  |
| Suffrages exprimés        | Suffrages exprimés        | 9 763 510  | 99,08 |     |     |  |  |  |  |
| Votes blancs et invalides | Votes blancs et invalides | 91 007     | 0,92  |     |     |  |  |  |  |
| Total                     | Total                     | 9 854 517  | 100   | 420 | 253 |  |  |  |  |
| Abstentions               | Abstentions               | 246 813    | 2,44  |     |     |  |  |  |  |
| Inscrits / participation  | Inscrits / participation  | 10 101 330 | 97,56 |     |     |  |  |  |  |

## Suites
Le président Mobutu forme un nouveau cabinet le 7 décembre suivant.
L'assemblée met rapidement fin à l'illusion de multipartisme dans le pays en érigeant le Mouvement populaire de la Révolution en parti unique. La loi 70-001 du 23 décembre 1970 portant révision de la constitution comporte ainsi comme principal amendement que « l'article 4 de la Constitution est remplacé par la disposition suivante :
« Le Mouvement populaire de la révolution est le seul parti politique de la République ». »
Au cours des années suivantes, l'assemblée n'exerce aucune influence sur la politique de la nation, se limitant à une assemblée de tamponnement des lois préparées par le Bureau politique du MPR. Ce rôle est officialisé lors de la révision constitutionnelle du 15 aout 1974, véritable nouvelle constitution en soi qui consacre la suprématie du parti sur l'État. Le Gouvernement prend le nom de Conseil exécutif du MPR et l'assemblée nationale celui de Conseil législatif national du MPR. Ses membres, dont le nombre est réduit à 244, prennent le nom de commissaires du peuple.
Sous couvert d'une politique d'authenticité africaine, dite zaïrianisation, la plupart des villes changent de nom, de même que le pays qui devient officiellement le Zaïre et change de drapeau, tandis que Joseph Mobutu se renomme Mobutu Sese Seko et accentue son culte de la personnalité, la constitution « consacrant le Mobutisme comme doctrine du Mouvement populaire de la Révolution ».